# Uložení urny Ivana Jandla na Vyšehradském hřbitově

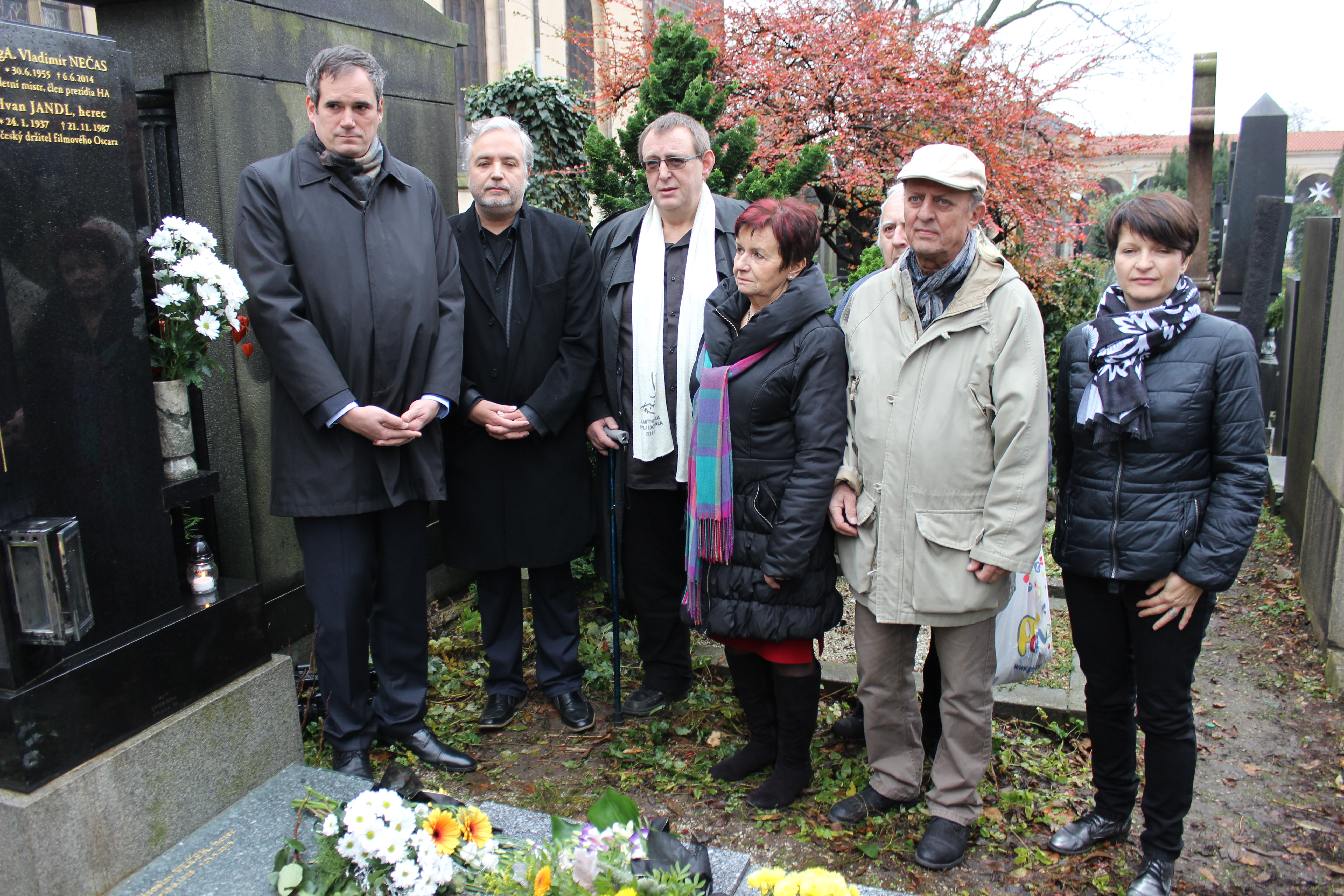
Významní účastníci aktu ukládání urny Ivana Jandla na Vyšehradském hřbitově (zleva Adam Vážanský, Ondřej Kepka a Jiří Hromada)

Uložení urny Ivana Jandla na Vyšehradském hřbitově byl akt, k němuž došlo 9. listopadu 2017.

## Ivan Jandl
Ivan Jandl (24. ledna 1937 Praha – 21. listopadu 1987 Praha) byl český herec, režisér a pracovník Československého rozhlasu. V dětství se objevil v několika filmech, přičemž největší úspěch zaznamenal ve snímku Poznamenaní, za nějž získal jak Zlatý glóbus, tak Oscara. Za svůj herecký výkon se tak stal držitelem dvou nejprestižnějších cen ve světě filmu, což se žádnému jinému Čechovi nepovedlo. Další výraznější herecké příležitosti již nedostal a umělecky se tak realizoval v ochotnickém divadle.

## Historické souvislosti
Když Jandl 21. listopadu 1987 náhle na diabetický záchvat ve svém bytě zemřel, zajistil mu pohřeb jeho vzdálený příbuzný, který Jandlovým přátelům ani neoznámil, že se pohřeb koná. Urnu s Jandlovým popelem si z krematoria ovšem nikdo nevyzvedl. Jeho někdejší přátelé se nakonec složili a zajistili pro něj malý pomník na Olšanských hřbitovech.

## Přesun na Vyšehrad
V roce 2017 se Herecká asociace rozhodla přesunout Jandlovu urnu do svého hrobu na Vyšehradském hřbitově. Dne 9. listopadu se proto od 10 hodin konalo pietní shromáždění, během něhož byla urna vložena do hrobu. Na začátku aktu pronesl prezident Herecké asociace Ondřej Kepka řeč, kterou zakončil krátkou citací z románu Karla Čapka nazvaného Obyčejný život. Následně byla urna s popelem vložena do hrobu a ten pak zakryla náhrobní deska. Poté se svým projevem vystoupil Adam Vážanský, místostarosta Prahy 9, na jejímž území se nachází divadlo Gong, a která spolupracovala s Hereckou asociací při přesunu Jandlovy urny z Olšan na Vyšehrad.

## Galerie

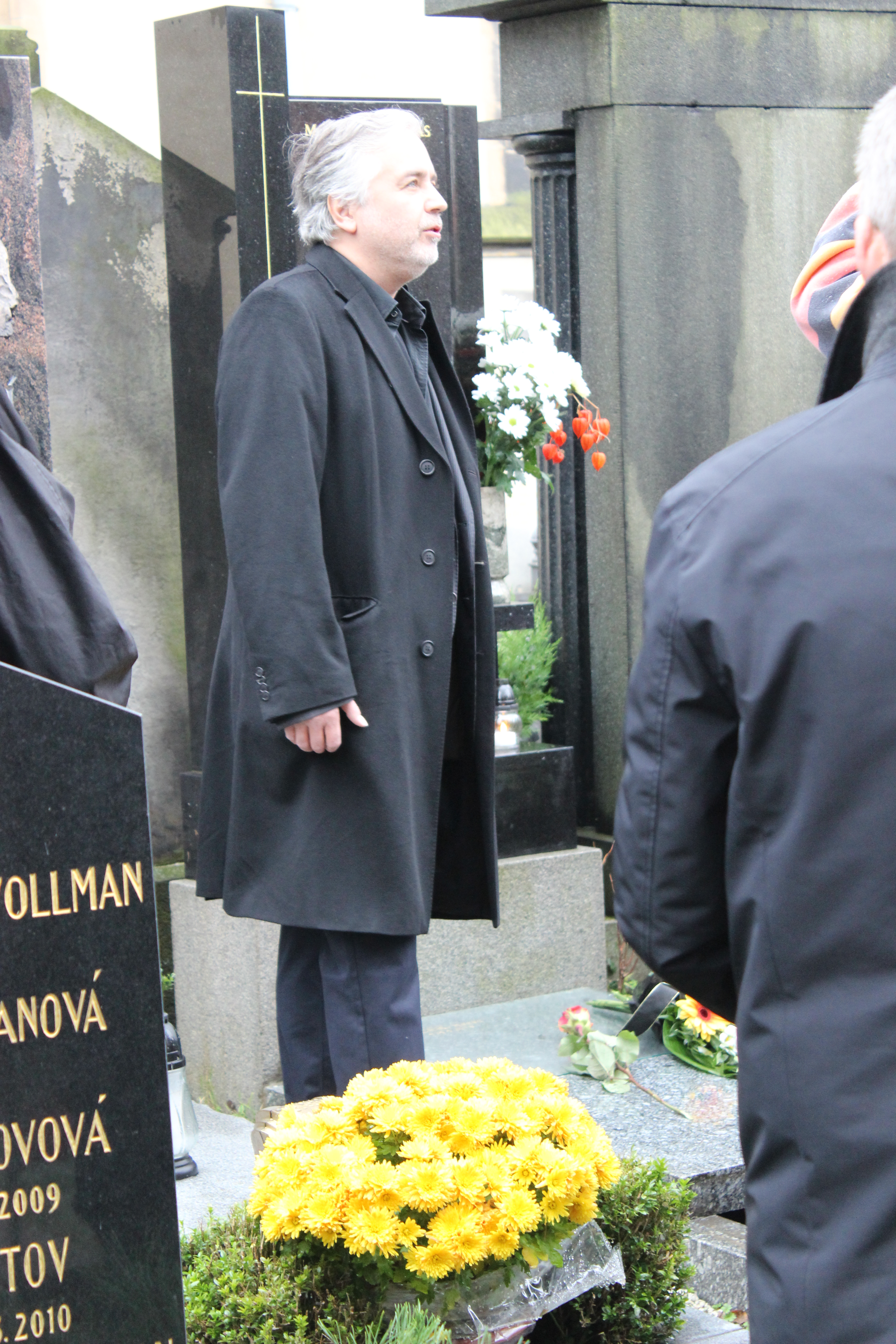
Projev Ondřeje Kepky
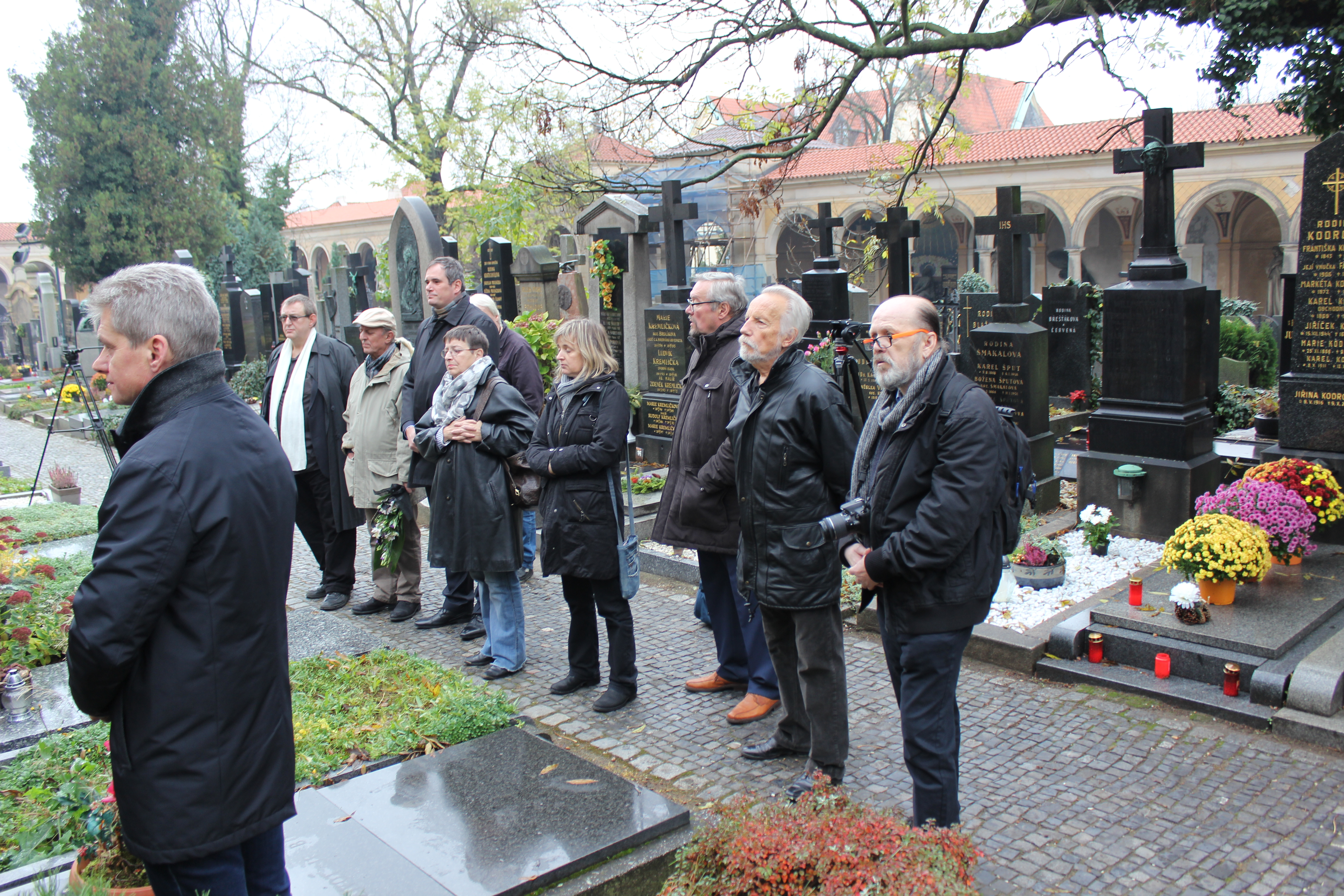
Přítomní pietního aktu
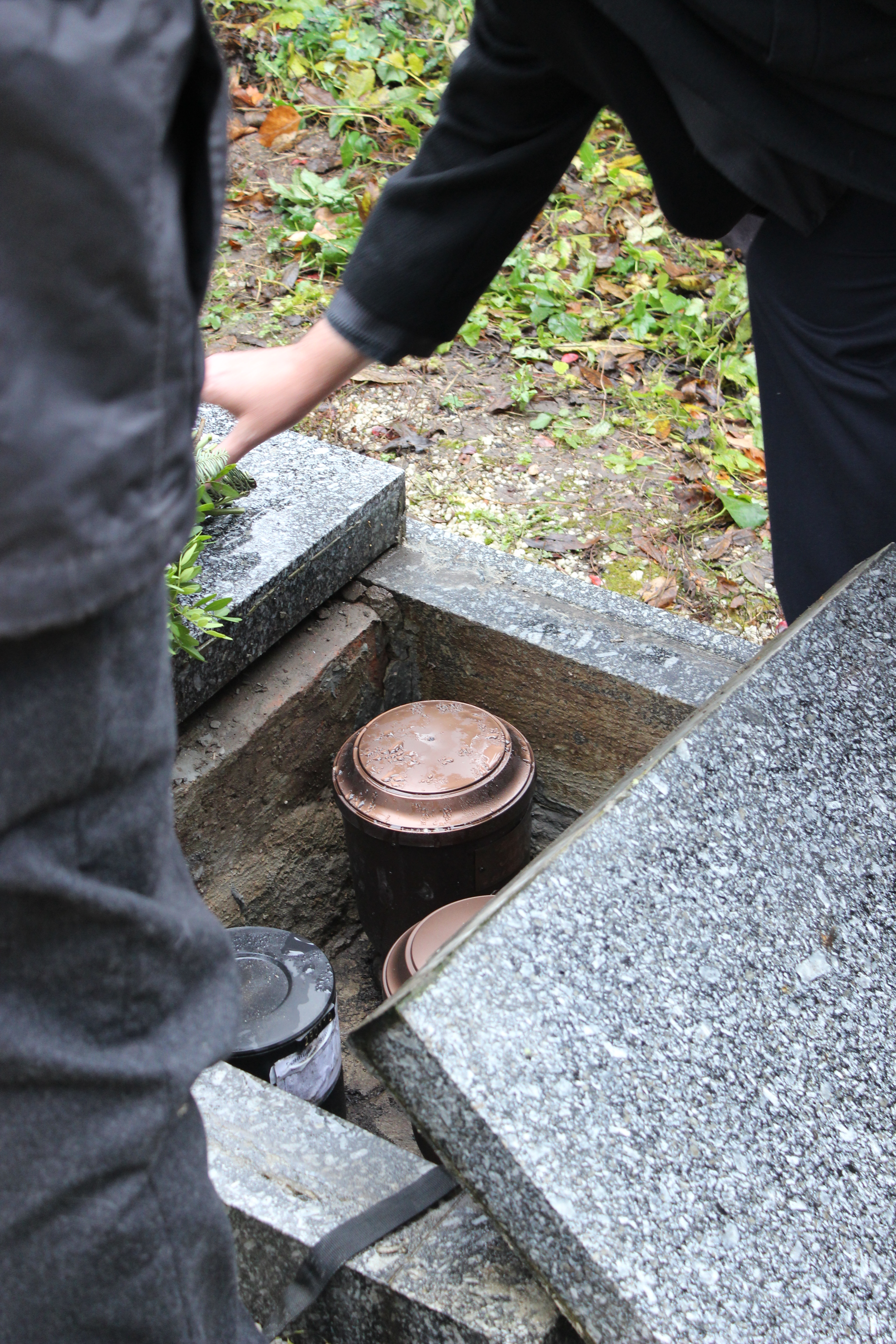
Uložená urna (mosazná nahoře)
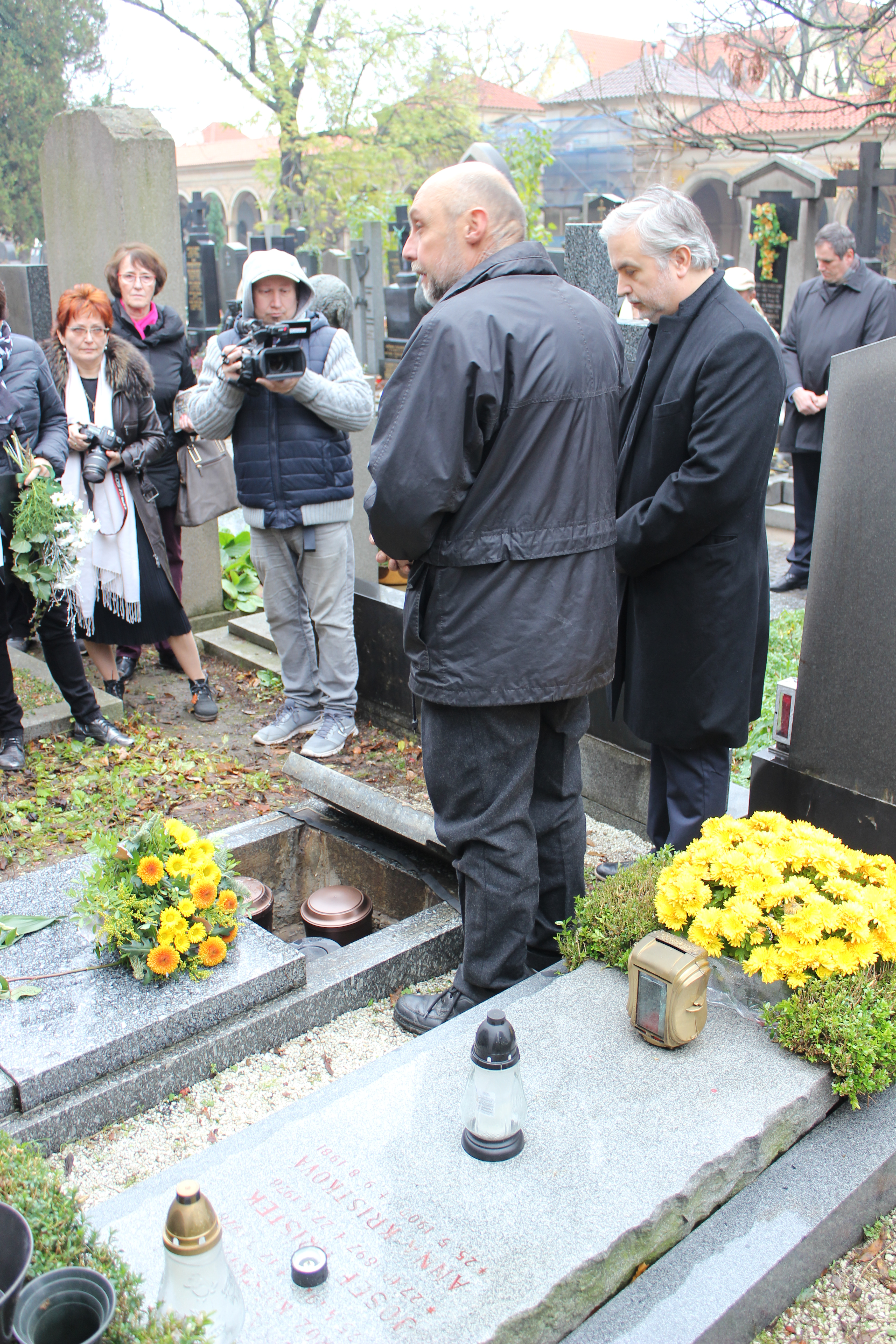
Modlitba nad hrobem
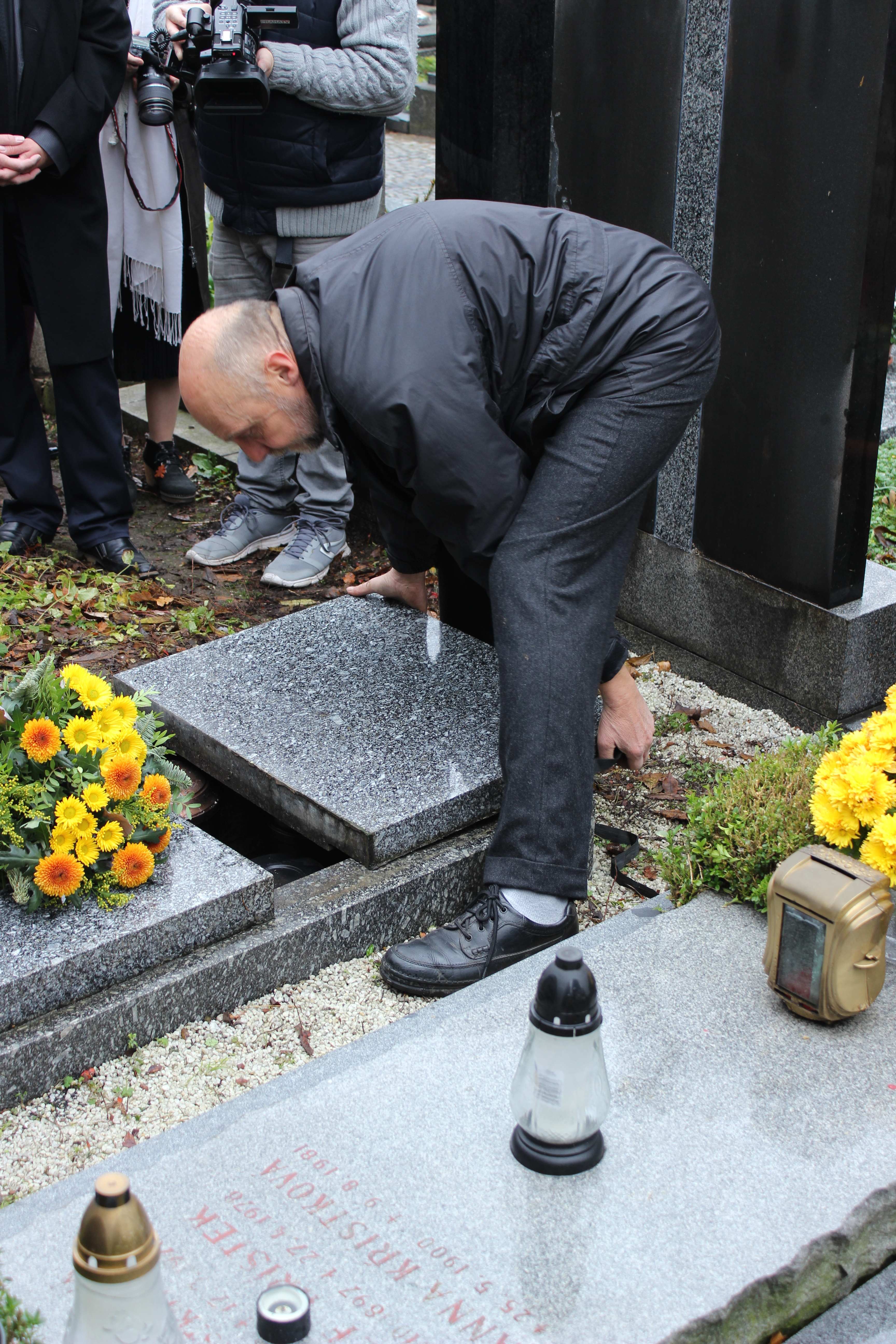
Zavírání hrobu
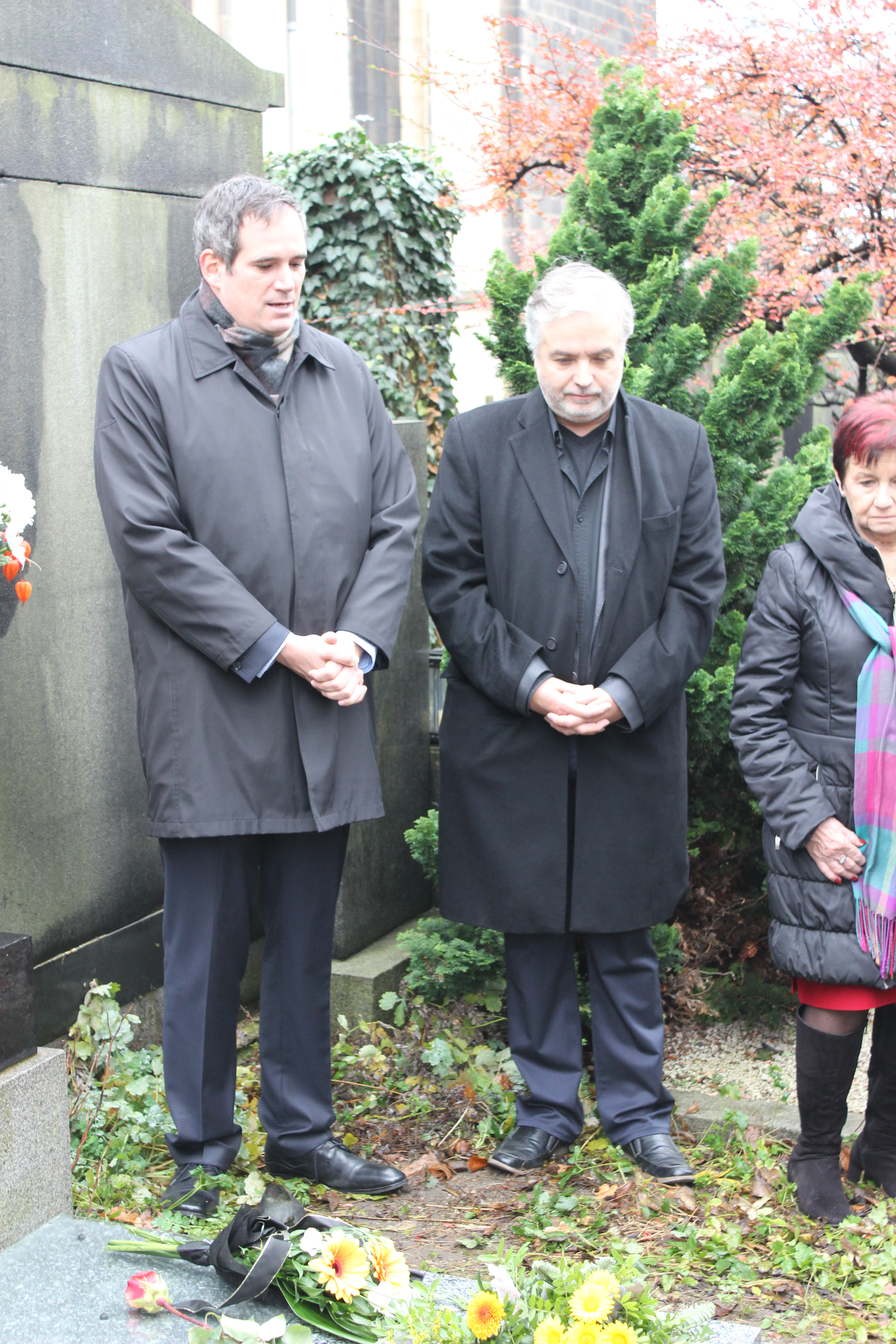
Promluva Adama Vážanského (vlevo)
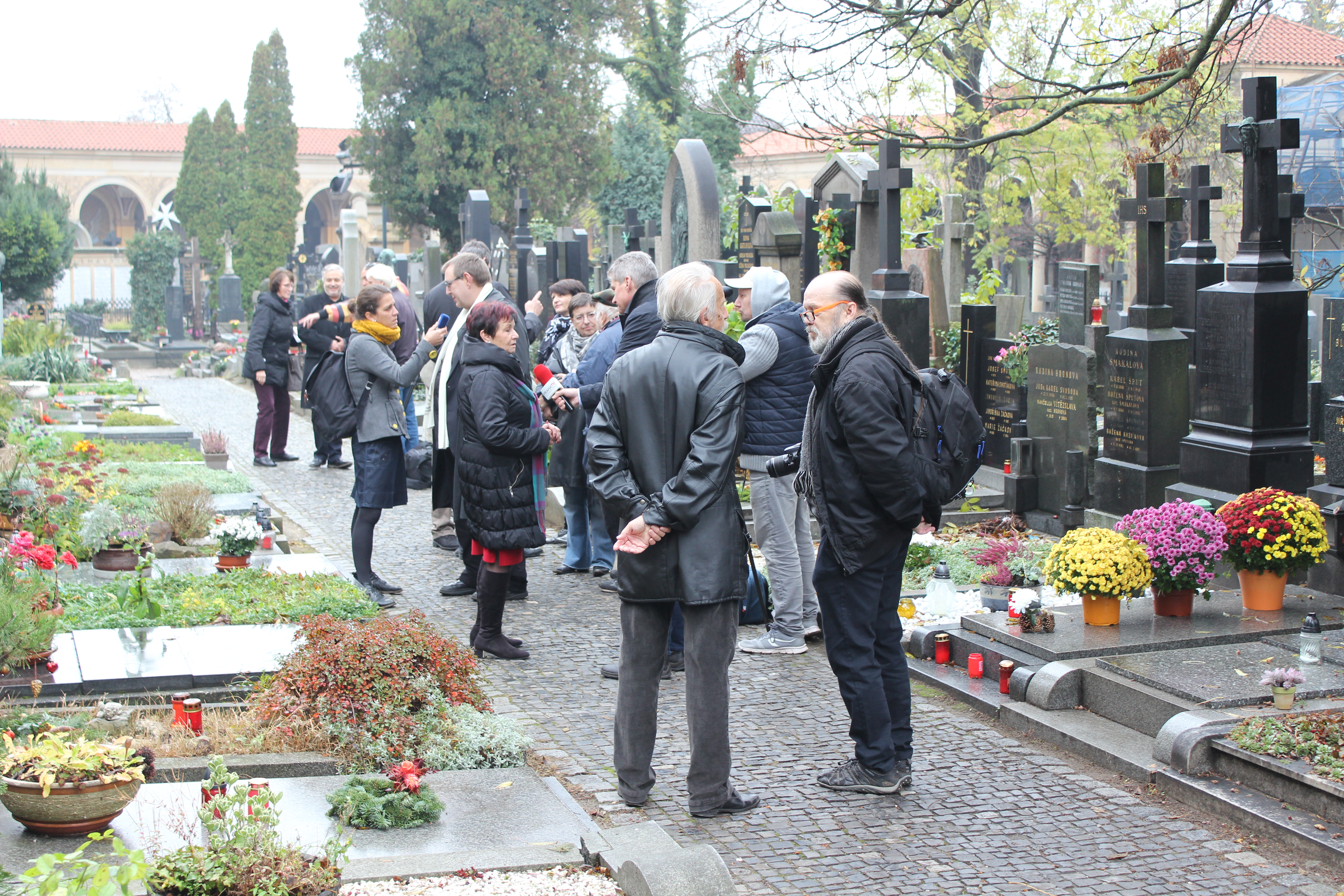
Interview s novináři po pietním aktu